# Le Dictionnaire de Napoléon
Pour plus de détails, voir Fiche technique et Distribution.
Le Dictionnaire de Napoléon (ルパン三世『ナポレオンの辞書を奪え』, Rupan Sansei: Naporeon no Jisho wo Ubae) est un téléfilm d'animation japonais réalisé par Osamu Dezaki, diffusé en 1991.

## Synopsis
Alors que l'économie mondiale est sur le point de s'effondrer, les dirigeants du monde décident, chacun de son côté, de mettre la main sur le trésor des De la Cambriole/ Lupin afin de sauver leurs pays respectifs, et lancent leurs forces armées sur Edgar/ Lupin III afin de lui faire révéler l'emplacement du trésor. Notre héros, lui aussi décidé à retrouver ce trésor, doit mettre la main sur le Dictionnaire de Napoléon, seul indice pour connaitre l'emplacement de ce trésor, lors d'une course automobile.

## Fiche technique
- Titre : Le Dictionnaire de Napoléon
- Titre original : ルパン三世『ナポレオンの辞書を奪え』 (Rupan Sansei: Naporeon no Jisho wo Ubae)
- Réalisation : Osamu Dezaki
- Scénario : Hiroshi Kashiwabara d'après Monkey Punch
- Direction de l'animation :
- Direction artistique :
- Direction de la photographie :
- Production :
- Production exécutive :
- Société de production : Nippon Television Network Corporation et TMS Entertainment
- Musique : Yuji Ohno
- Pays d'origine : Japon
- Langue : japonais
- Genre : Policier
- Durée : 90 minutes
- Première date de diffusion :  9 août 1991

## Distribution

### Voix japonaises originales
- Yasuo Yamada : Lupin III
- Kiyoshi Kobayashi : Daisuke Jigen
- Eiko Masuyama : Fujiko Mine
- Makio Inoue : Goemon
- Gorō Naya : Inspecteur Zenigata
- Keiko Toda : Cheiko Kido
- Kei Yoshimizu : Robert Hawk
- Yosuke Akimoto : Mr. Umibe
- Akio Otsuka : McCollum

### Voix françaises
- Philippe Ogouz : Edgar de la Cambriole
- Philippe Peythieu : Daisuke Jigen
- Catherine Lafond : Magali Mine
- Jean Barney : Goemon
- Patrick Messe : Inspecteur Lacogne
- Agnès Gribe : Cheiko Kido
- Jean-Louis Rugarli : Mr. Umibe, McCollum
- Jean-Claude Sachot : Un policier au musée

Source : Planète jeunesse

## DVD
- Le film a été édité par IDP en 2005.

## Autour du film
- C'est le 3e TV spécial de Lupin III.